# Georges Coupry

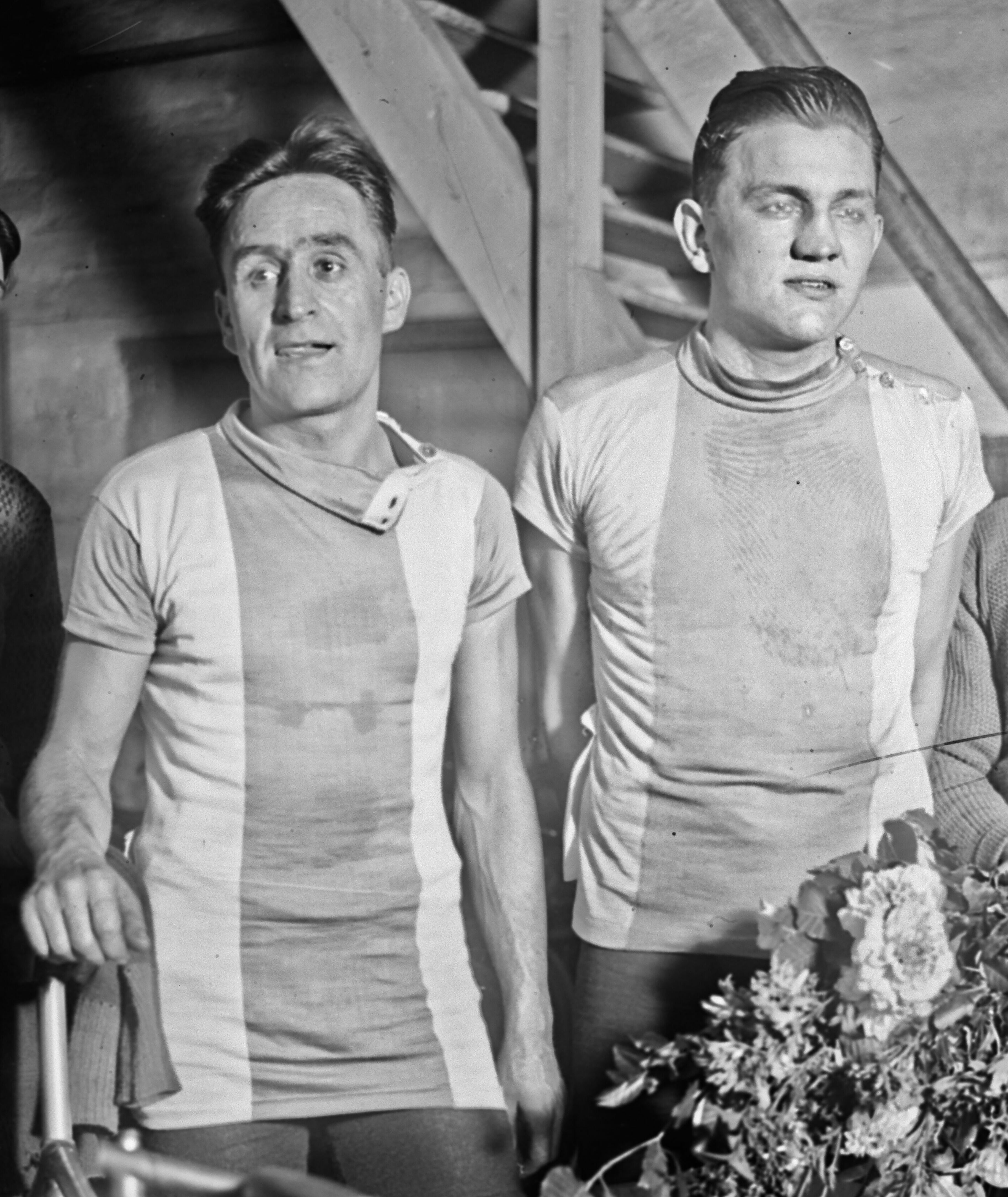
Georges Coupry [à d.], Marcel Rollion : équipe gagnante de l'américaine amateurs, Vél d'Hiv, 30-10-27

Georges Charles Coupry, né le 16 décembre 1904 à Paris 12e et mort le 28 mars 1979 à Marseille, est un coureur cycliste français, sur piste, spécialiste de l'américaine et des six jours, puis animateur du cyclisme à Marseille.

## Biographie
Coupry débute dans le sport en faisant de la boxe au Gymnase Christmann, comme amateur, mais ne persévère pas. Il débute dans le cyclisme sur route sous la bannière de la F.S.T. En mai 1923, sur l’itinéraire Choisy-le-Roi-Versailles et retour, dans les cent derniers mètres, il dépasse ses adversaires, et s’adjuge ainsi sa première victoire avec sa première course importante. II fait dix courses, se classant toujours dans les trois premiers. L’année suivante, il fait du cross et termine second du Championnat de France de la F.S.T. Battu par Tiéchard, sur piste, dans le Prix d’Ouverture, il prend sa revanche en gagnant sept courses. Il est ensuite licencié à l’U.V.F. et  commence à courir en américaine avec Pajon. Il fait le dernier sprint de cette première américaine et se fait coiffer par Léon Galvaing. Il participe aux Jeux Olympiques où il se fait battre en demi-finale par Faucheux et Luigi Tasselli, mais il courait « avec des boyaux de route ! » ( Selon le texte original de l'article parue dans La Pédale du 17 août 1928[à vérifier] ! ). Après les Jeux, il revient aux américaines, il en gagne quatre sur dix  et s’assure six places de second. Puis l’idée lui reprend de courir sur route ; il connaît deux victoires. Revenu à la piste, il est champion de vitesse de Paris-Sportif devant Chennevières, Galvaing et Roudy. À la fin de l’année, il fait son service militaire à Belfort, il participe au Championnat de France militaire, il est battu par Galvaing.
De retour en 1926, il reprend la piste et court au Vel’ d’Hiv’. En 1927, il s’aligne dans le Prix d’Ouverture sur route ; insuffisamment entraîné, il se classe quand même quatrième ; dans les challenges de Paris-Banlieue, malgré 150 concurrents au sprint final, il triomphe aisément avec 20 mètres d’avance. Il s’aligne également dans le Championnat de Paris-Banlieue sur piste, qu’il gagne également devant les meilleurs pistards parisiens. C’est un exploit unique d’avoir enlevé la même année les deux épreuves route et piste  Au cours de l’année, quatorze succès s’inscrivent à son palmarès, tant sur route que sur piste, en vitesse ou en américaine. Il a l'espoir de se distinguer au championnat de Paris amateur mais Galvaing le devance encore. Idem dans le Prix Riguelle, mais Coupry a la satisfaction de battre Revilly et Desvilles.  En 1927-1928, Coupry forme, avec Marcel Rollion, une équipe reine chez les amateurs et les indépendants au Vél' d'Hiv', à la Cipale et à Saint Denis . Il fait la connaissance de Trignol à la Cipale qui lui sert de soigneur.
A la fin des années 1920, sa mère est blanchisseuse. Maçon de formation, au chômage, il travaille dans une boutique d'articles de pêche et habite à Montreuil dans d'anciennes voitures du métro. 
En décembre 1928, il s'associe à  Maurice Cordier pour courir les six jours de Nice et finissent quatrième, pour les six jours de Franckfort 1929 où il abandonne à cause d'une blessure à la suite d'une chute, ils font 9e aux six jours de Breslau et prennent le départ des six jours de Paris où il finit 7e avec André Marcot, Cordier ayant abandonné.
En 1930, il s'engage avec Maurice Cordier pour les six jours de Paris et finissent 6e.
En 1931, il participe aux six jours de Paris associé avec Onésime Boucheron et font 3e ; il va aux États-Unis et avec Michel Pecqueux, Il se distingue dans les six jours de Chicago et se classe deuxième des Six Jours de New-York,.  
En 1932, Il fait 8e avec Pecqueux aux six jours de Paris, 10e en 1933, 9e en 1934  et 12e en 1935 toujours avec Michel Pecqueux. 
En 1934, phocéen par alliance, il ouvre un magasin de cycles à Marseille et manage les jeunes cyclistes marseillais. Dans les années 1940, il est l'entraineur de René Vietto. Il dirige le club la Pédale Joyeuse,, devient un animateur du cyclisme à Marseilleet organise des courses, comme le Grand Prix Catox,. En 1969, il crée Le Vélo Club de Marseille.

## Palmarès
- 1927
  - Grand Prix des Galeries Lafayette (américaine avec Marcel Rollion[21])
  - Prix du Bon Marché (vitesse[22])
  - Prix des frères Michel (américaine avec Marcel Rollion[23])
  - Prix Paul Bor (demi-fond[24])
- 1928
  - Prix des frères Michel (américaine avec Marcel Rollion[25])
  - Prix Jules Gross[26]
- 1929
  - 2e du Grand Prix du Jour de l'An (américaine avec Maurice Cordier[27])
- 1930
  - Prix Hourlier-Comès avec Maurice Cordier[28]
  - 3e des Six Jours de Marseille avec Maurice Cordier
- 1931
  - 2e des Six Jours de New York avec Michel Pecqueux[29]
  - 3e des Six jours de Paris avec Onésime Boucheron
- 1932
  - 3e Grand Prix de Buffalo (américaine avec Michel Pecqueux et Georges Faudet[30])

## Vie privée
Il se marie avec Paulette Julie Salade, fille d'un contrôleur des poids et mesures, le 2 juin 1931, à Marseille dont il divorce en décembre 1956 et il se remarie en  secondes noces avec Andréa Antoinette Mélanie Bruschini le 28 décembre 1957 à Marseille. Son fils Nono fut coureur cycliste.